# NerdCast
NerdCast (às vezes grafado Nerdcast) é um podcast brasileiro criado em 2006, parte do site Jovem Nerd. É apresentado por Alexandre "Jovem Nerd" Ottoni e Deive "Azaghal" Pazos.
Está entre os podcasts de maior audiência no Brasil. Em 2019, se tornou mais um dos podcasts do Brasil a alcançar a marca de 1 bilhão de downloads.

## História

### Formação e consolidação (2006–2010)
Quando lançado pela primeira vez em abril de 2006, o NerdCast se chamava "Nerd Connection" (em alusão ao programa de TV Manhattan Connection). O nome "NerdCast" foi adotado oficialmente no nono episódio. Na ocasião, foi o primeiro podcast focado em cultura nerd do Brasil.
Em 2007, o NerdCast já era responsável por gerar renda aos seus criadores. No mesmo ano, surgiram as primeiras premiações: foi vencedor no The BOBs na categoria "Melhor Podcast", e em 2008 foi premiado com o Prêmio iBest.

### Séries e outros conteúdos (2010–atualmente)
O NerdCast trata regularmente de temas ligados à ciência e à história, e é um proponente da divulgação científica. A participação de especialistas — como o biólogo e pesquisador Atila Iamarino (do blog Rainha Vermelha) e o historiador, colunista e professor Filipe Figueiredo (do site Xadrez Verbal) — contribuiu para a formação do canal Nerdologia no YouTube.
O programa regularmente divulga e incentiva campanhas filantrópicas para mobilização dos fãs (chamada de "nerd power" pelos apresentadores), como doação de sangue (seção "Cacete de Agulha") e de cabelos (seção "Escalpo Solidário").
Entre 2012 e 2017, o site Jovem Nerd hospedou o podcast Matando Robôs Gigantes (abreviado como MRG), apresentado por Affonso Solano, Diogo Braga e Roberto Duque Estrada, que trata de temas diversos de cultura pop. Atualmente o MRG é um podcast exclusivo do Spotify.
Entre 2017 e 2019, trechos de episódios do NerdCast foram transformados em "NerdCast Stories": animações curtas, com duração entre 2 e 5 minutos, publicadas no canal do YouTube do site Jovem Nerd. A primeira animação foi publicada em 13 de janeiro de 2017, sendo um trecho do NerdCast 546, "Nerdtour Japão". O fim da atração foi em 1 de fevereiro de 2019, com uma animação de um trecho do Nerdcast 52, "Histórias de outros Carnavais"; ao fim do programa, Alexandre Ottoni agradeceu à audiência que acompanhou o programa durante o período.

## Edições recorrentes
- NerdCast Sem Fio (2007–atualmente): Com um intervalo médio de 4 anos entre as edições, discute as inovações tecnológicas que aconteceram nesse tempo e que podem vir a acontecer no futuro.[15]
- Profissão: ... (2008–atualmente): Bate-papo com profissionais de uma área específica.
- NerdCast Dia dos Namorados (2009–atualmente): Simulando um programa de rádio romântico, ouvintes enviam e-mails contando histórias de relacionamentos, pedindo conselhos, ou até buscando um novo relacionamento[16][17]. A partir dele, surgiram quadros que entraram para a grade do canal do YouTube do site, como o Consultório Sentimental do Sr. K (pseudônimo de Frederico Carstens), que posteriormente tornou-se o Balcão de Informações do Inferno.[18]
- A Batalha dos Crossovers (2011–atualmente): Debate sobre quem venceria em supostas batalhas entre personagens de franquias distintas.
- NerdCast Política Internacional (2014–atualmente): Produzido entre o final de dezembro e o início de janeiro, resume os acontecimentos na política mundial do ano.[19]
- Viajar é se f*der (2015–atualmente): Histórias de experiências problemáticas, constrangedoras ou curiosas em viagens dos participantes.
- Não vale usar Google! (2020–atualmente): Conjecturas sobre as origens de expressões e gírias da língua portuguesa, mas sem pesquisar a resposta na internet.
- Qual é a pauta? (2021–atualmente): Programas sem a estrutura típica do NerdCast, como abertura, apresentações e pautas definidas.

### NerdCast RPG
Desde 2011, são publicados episódios especiais do NerdCast em que os participantes jogam RPG; as campanhas são gravadas em áudio, e são editadas e sonorizadas por Jovem Nerd e Azaghal. Três campanhas já foram publicadas, com as seguintes temáticas:
- temática medieval ("Crônicas de Ghanor"), com três episódios publicados entre 2011 e 2012, mestrados por Jovem Nerd (usando o sistema Dungeons & Dragons), e mais três episódios desde 2022, mestrados por Leonel Caldela, usando o sistema Tormenta RPG. O universo da campanha deu origem a uma série de livros ("A Lenda de Ruff Ghanor"), um livro-jogo de RPG ("A Lenda de Ghanor"), um financiamento coletivo ("Tesouros de Ghanor"), e um jogo de videogame ("Ruff Ghanor").
- temática cyberpunk, com três episódios publicados entre 2013 e 2016; foi mestrada por Jovem Nerd, com regras adaptadas de Star Wars D20 [en][20]. O primeiro episódio da campanha cyberpunk é o episódio mais baixado da história do programa, com mais de 9 milhões de downloads[carece de fontes?].
- temática Call of Cthulhu, baseada na obra de H. P. Lovecraft[21], com quatro episódios publicados entre 2017 e 2020. Essa campanha deu origem a um financiamento coletivo para produção de livros, HQs, livros-jogos e outros itens, que arrecadou mais de R$ 8,5 milhões[22], e se tornou recorde de arrecadação do site Catarse[23].

| Participante                  | Episódios      | Episódios      | Episódios      | Episódios      | Episódios      | Episódios      | Episódios           | Episódios           | Episódios           | Episódios                   | Episódios                   | Episódios                   | Episódios                   |
| Participante                  | Ghanor         | Ghanor         | Ghanor         | Ghanor         | Ghanor         | Ghanor         | Cyberpunk           | Cyberpunk           | Cyberpunk           | Cthulhu                     | Cthulhu                     | Cthulhu                     | Cthulhu                     |
| Participante                  | 1              | 2              | 3              | 4              | 5              | 6              | 1                   | 2                   | 3                   | 1                           | 2                           | 3                           | 4                           |
| ----------------------------- | -------------- | -------------- | -------------- | -------------- | -------------- | -------------- | ------------------- | ------------------- | ------------------- | --------------------------- | --------------------------- | --------------------------- | --------------------------- |
| Alexandre "Jovem Nerd" Ottoni | Mestre         | Mestre         | Mestre         | "Agian"        | "Agian"        | "Agian"        | Mestre              | Mestre              | Mestre              | "Thomas Faraday"            | "Thomas Faraday"            | "Thomas Faraday"            | "Thomas Faraday"            |
| Leonel Caldela                |                |                |                | Mestre         | Mestre         | Mestre         |                     |                     |                     | Mestre                      | Mestre                      | Mestre                      | Mestre                      |
| Deive "Azaghal" Pazos         | "Ruprest"      | "Ruprest"      | "Ruprest"      | "Ruprest"      | "Ruprest"      | "Ruprest"      | "Ozob"              | "Ozob"              | "Ozob"              | "Don Azaghal"               | "Don Azaghal"               | "Don Azaghal"               | "Don Azaghal"               |
| Carlos "Voltor" Eduardo Couto | "Royston Cave" | "Royston Cave" | "Royston Cave" | "Royston Cave" | "Royston Cave" | "Royston Cave" | "Steven T. Durden"  | "Steven T. Durden"  | "Steven T. Durden"  | "Stephen Venkman"           | "Stephen Venkman"           | "Stephen Venkman"           | "Stephen Venkman"           |
| João Paulo "JP" Miguel        | "Nilperto"     | "Nilperto"     | "Nilperto"     | "Nilperto"     | "Nilperto"     | "Nilperto"     | "Dr. Angus Silvana" | "Dr. Angus Silvana" | "Dr. Angus Silvana" |                             |                             |                             |                             |
| Fernando "Tucano" Russell     | "Feldon"       | "Feldon"       | "Feldon"       | "Feldon"       | "Feldon"       | "Feldon"       | "Oleg Korolenko"    | "Oleg Korolenko"    | "Oleg Korolenko"    | "Jimmy O'Flannagan"         | "Jimmy O'Flannagan"         | "Jimmy O'Flannagan"         | "Jimmy O'Flannagan"         |
| Eduardo Spohr                 | "Ártimus"      |                |                |                |                | "Ártimus"      |                     |                     |                     |                             |                             |                             |                             |
| Afonso "Tresdê" Junior        |                | "Edsert"       |                |                |                |                |                     | "Ulib"              |                     |                             |                             |                             | "Cigano Igor"               |
| Tiago "Rex" de La'Marca       |                | "Rufus Cave"   | "Rufus Cave"   | "Rufus Cave"   | "Rufus Cave"   | "Rufus Cave"   | "James Rexus"       | "James Rexus"       | "James Rexus"       | "Giacomo 'Búfalo' di Monti" | "Giacomo 'Búfalo' di Monti" | "Giacomo 'Búfalo' di Monti" | "Giacomo 'Búfalo' di Monti" |
| Harald "Android" Stricker     |                |                |                |                |                |                | "NDR"               | "NDR"               | "NDR"               |                             |                             |                             |                             |
| Frederico "Sr. K" Carstens    |                |                |                |                |                |                |                     | "Shimira Aisu"      |                     |                             |                             | "Von Basf"                  |                             |
| Katiucha Barcelos             |                |                |                | "Alma"         | "Alma"         | "Alma"         |                     |                     |                     |                             |                             |                             |                             |

## Séries patrocinadas
O NerdCast também tem edições extras semanais, patrocinadas, que são publicadas juntamente com o programa principal. Atualmente, há quatro séries extras do NerdCast, publicadas alternadamente ao longo de todo mês. 
- NerdCast Empreendedor (2010–2015, anualmente no programa principal; 2015–atualmente, como programa próprio): Trata de empreendedorismo, em parceria com MeuSucesso.com.[28]
- NerdTech (2016–atualmente): Trata de tecnologia, em parceria com Alura.[28]
- NerdCast Speak English (2018–atualmente): Trata sobre aprendizado do idioma inglês, em parceria com WiseUp.[28]
- NerdCash (2018–atualmente): Trata de economia e educação financeira, em parceria com NovaFutura Investimentos.[28]

## Outros programas
Além do NerdCast, o site Jovem Nerd tem outros podcasts, publicados no mesmo feed do programa.
- Caneca de Mamicas (2021–atualmente): Apresentado pelas irmãs Agatha Ottoni ("Sra. Jovem Nerd") e Andreia Pazos ("Portuguesa") — esposas de Alexandre e Deive, respectivamente —, o programa aborda diversos temas sob uma ótica feminina. Publicado aos sábados.[29]
- Lá do Bunker (2021–atualmente): Apresentado por Pedro Duarte e Pri Ganiko, da equipe do NerdBunker (seção de notícias do site), o programa aborda e discute as principais notícias de entretenimento da semana. Publicado às segundas-feiras.[30]
- Mau Acompanhado (2023–atualmente): Apresentado por Mau Faccio, Vitor Rossi ("Príncipe Vidane") e Maria José Rodrigué ("Mary Joe"), o programa começou discutindo os episódios do BBB 23 e, após o fim do reality show, continuou discutindo notícias de celebridades.[31]

## Desempenho
O NerdCast esteve frequentemente entre os podcasts de maior audiência no Brasil e chegou a figurar paradas de outros países. Na Apple Podcasts, o podcast figurou paradas australianas, canadenses e americanas, além de ter sido um dos podcasts que mais esteve no topo das paradas brasileiras.

## Controvérsias
Em 2015, o site recebeu críticas diretas e acusações de machismo pela blogueira Laura Buu (do site Pink Vader). No mesmo período, o podcast AntiCast publicou o episódio "Machismo no Mundo Nerd", que discutia o caso, com participação de um ex-funcionário do site Jovem Nerd. Alexandre Ottoni e Deive Pazos não fizeram comentários públicos sobre o caso. Após o ocorrido, programas do NerdCast sobre história e política deixaram de ter a participação do historiador Ivan Mizanzuk (na época, um dos apresentadores do AntiCast); em seu lugar, o historiador Filipe Figueiredo (do podcast Xadrez Verbal) passou a ser convidado.

## Prêmios e indicações
| Ano  | Premiação                    | Categoria                                   | Trabalho | Resultado | Ref.                |
| ---- | ---------------------------- | ------------------------------------------- | -------- | --------- | ------------------- |
| 2007 | The BOBs                     | Melhor podcast - prêmio dos usuários        | NerdCast | Venceu    | [ 8 ] [ 36 ] [ 37 ] |
| 2008 | Prêmio Podcast               | Melhor podcast do ano: Humor (júri técnico) | NerdCast | Venceu    | [ 38 ]              |
| 2008 | Prêmio Podcast               | Melhor podcast do ano: Humor (voto popular) | NerdCast | Venceu    | [ 38 ]              |
| 2008 | Prêmio Podcast               | Podcast mais votado                         | NerdCast | Venceu    | [ 38 ]              |
| 2008 | Prêmio iBest                 | Melhor podcast (pelo público)               | NerdCast | Venceu    | [ 9 ]               |
| 2009 | Melhores da Websfera         | Podcast do ano                              | NerdCast | Venceu    | [ 39 ]              |
| 2010 | Melhores da Websfera         | Podcast do ano                              | NerdCast | Venceu    | [ 40 ]              |
| 2011 | Melhores da Websfera         | Podcast do ano                              | NerdCast | Venceu    | [ 41 ]              |
| 2012 | Melhores da Websfera         | Podcast hors concours                       | NerdCast | Venceu    | [ 42 ]              |
| 2013 | Shorty Awards                | Melhor podcaster em mídias sociais          | NerdCast | 1º lugar  |                     |
| 2017 | Prêmio CanalTech             | Podcast geek do ano                         | NerdCast | Venceu    | [ 43 ]              |
| 2019 | MTV Millennial Awards Brasil | Podcast do Ano                              | NerdCast | Indicado  | [ 44 ]              |
| 2020 | MTV Millennial Awards Brasil | Podcast                                     | Nerdcast | Indicado  | [ 45 ] [ 46 ]       |
| 2020 | Prêmio iBest                 | Podcast                                     | Nerdcast | Indicado  | [ 47 ]              |
| 2020 | Troféu APCA                  | Podcast                                     | Nerdcast | Indicado  | [ 48 ] [ 49 ]       |
| 2021 | MTV Millennial Awards Brasil | Podcast                                     | NerdCast | Indicado  | [ 50 ] [ 51 ]       |